# Мелані Мартінес
Мелані Адель Мартінес (англ. Melanie Adele Martinez; нар. 28 квітня 1995)  — американська співачка, авторка пісень, акторка, режисерка, фотографка, сценаристка і візуальна художниця. Мартінес народилася в Асторії, штат Квінс, і виросла у Болдуїні, штат Нью-Йорк.
У 2012 році після появи в американському телевізійному вокальному шоу The Voice, вона випустила свій дебютний сингл «Dollhouse», а потім і перший мініальбом з такою ж назвою (2014) на Atlantic Records.
Пізніше Мартінес випустила свій дебютний студійний альбом Cry Baby (2015), який отримав подвійний платиновий сертифікат Американської асоціації звукозаписної індустрії (RIAA).
Другий студійний альбом K-12 (2019) вийшов разом із фільмом, як продовження сюжетної лінії Cry Baby. Через рік у 2020 році Мелані випустила мініальбом під назвою After School.
31 березня 2023 року випустила свій третій студійний альбом під назвою Portals

## Ранні роки
Мелані Адель Мартінес народилася 28 квітня 1995 року в Асторії, штат Квінс, у батьків Мері та Хосе Мартінес, які мають домініканське та пуерториканське походження. Її сім'я переїхала до Болдуіна, штат Нью-Йорк, коли Мартінес було чотири роки. Вона слухала Бренді Норвуд, Брітні Спірс, Шакіру, The Beatles, Тупака Шакура, Біггі Смоллса, Крістіну Агілеру та хотіла бути співачкою з дитинства.
Мартінес ходила в Plaza Elementary School та вже у дорослому віці відзначила свого вчителя містера Надієн за те, що саме він навчив її співати.
Ще в садочку вона почала писати вірші. У Мелані було не так багато друзів в дитинстві, тому вона використовувала фотографію та мистецтво як спосіб самовираження. Через те, що в дитинстві вона була емоційною, інші називали її «плаксою» (на англ. cry baby), що і надихнуло дівчину на створення головного персонажа її дебютного альбому Cry Baby.
В віці 14 років Мартінес самотужки навчилася грати на гітарі, вивчаючи акорди пісень, що їй подобались. Саме тоді вона написала свою першу пісню, додавши слова до одної з груп акордів власний текст.

## Кар'єра

### 2012: Початок кар'єри та участь уThe Voice
У 2012 році Мартінес взяла участь у третьому сезоні телепроєкту The Voice, де виконала пісню Брітні Спірс «Toxic». Троє з чотирьох суддів: Адам Левін, Сі Ло Грін і Блейк Шелтон натиснули на кнопку «я обираю тебе» під час її виступу, з них Мартінес вибрала Левіна як свого наставника.
Її першою суперницею була Кейтлін Мішель, вони виконували пісню Еллі Голдінг «Lightsruen». У наступному раунді вона була в парі з Семом Джеймсом, вони виконували «Bulletproof» сінті-поп дуету La Roux. Левін вибрав Мелані, тому вона змогла продовжити участь, ставши одним з п'яти членів команди Адама. У перший тиждень Live Rounds Мартінес виконувала «Hit the Road Jack» й до кінця цього тижня за результатами глядацького голосування в команді залишилися Аманда Браун, Брайан Кейт і Мелані, яку Левін залишив у шоу, виключивши Лорен Елред і Джоселін Ріверу. На третьому тижні виконана Мартінес пісня «Seven Nation Army» до моменту закінчення голосування зайняла одну з перших позицій в iTunes Top 200 Single Chart, що сталося й четвертого тижня, коли виконана нею «Too Closeruen» вийшла на шосту позицію в чарті. Тим не менш, у фіналі п'ятого тижня Мартінес за результатами голосування глядачів була виключена з шоу разом з Амандою Браун, іншою учасницею команди Адама, в якій, таким чином, більше не залишилося учасників. Мартінес коментуючи своє виключення сказала, що спочатку й не мріяла потрапити в шоу й рада, що отримала чудову можливість показати себе як музикантку, що й було метою.
| Раунд              | Пісня                              | Оригінальний виконавець | Дата              | Оцінка | Результат                                               |
| ------------------ | ---------------------------------- | ----------------------- | ----------------- | ------ | ------------------------------------------------------- |
| Сліпий відбір      | «Toxic»                            | Брітні Спірс            | 7 вересня 2012    | 4.1    | обрана трьома суддями, вступила до команди Адама Левіна |
| Раунд-битва        | «Lights» (проти Кейтлін Мішель)    | Еллі Голдінг            | 15 жовтня 2012    | 11.5   | «врятована» наставником                                 |
| Раунд на вибування | «Bulletproof» (проти Сема Джеймса) | La Roux                 | 29 жовтня 2012    | 16.5   | «врятована» наставником                                 |
| Плей-офф наживо    | «Hit the Road Jack»                | Рей Чарльз              | 5 листопада 2012  | 18.3   | «врятована» наставником                                 |
| Топ 12             | «Cough Syrup»                      | Young the Giant         | 12 листопада 2012 | 21.9   | «врятована» наставником                                 |
| Топ 10             | «Seven Nation Army»                | The White Stripes       | 19 листопада 2012 | 23.3   | «врятована» наставником                                 |
| Топ 8              | «Too Close»                        | Алекс Клер              | 26 листопада 2012 | 25.4   | «врятована» наставником                                 |
| Топ 6              | «The Show» (вибір наставника)      | Lenka                   | 3 грудня 2012     | 27.10  | вибула                                                  |
| Топ 6              | «Crazy» (вибір виконавця)          | Gnarls Barkley          | 3 грудня 2012     | 27.6   | вибула                                                  |

### 2013–2014:Dollhouse

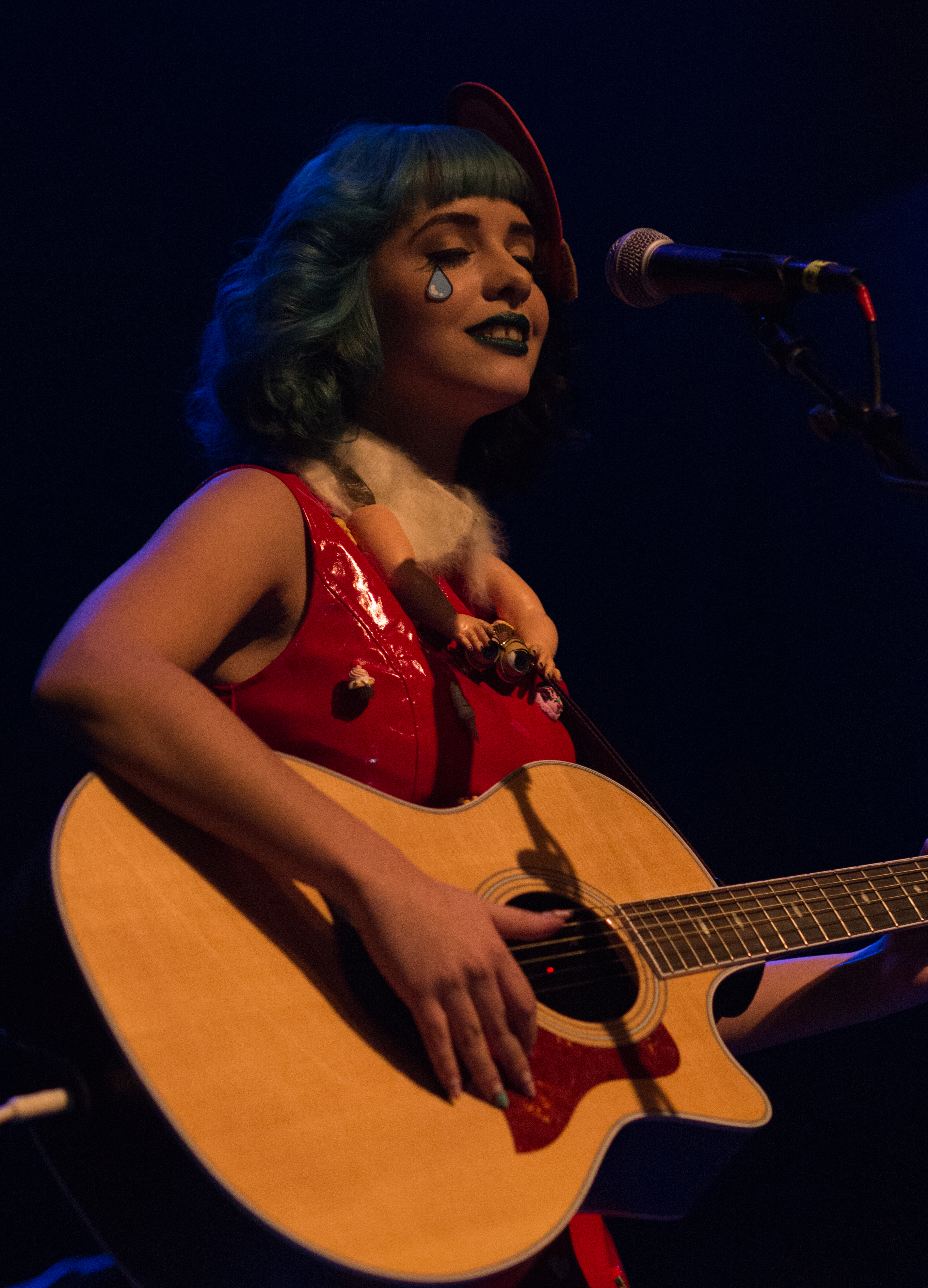
Мартінес у лютому 2014 року

Після шоу Мартінес почала працювати над своїм повністю оригінальним матеріалом. 22 квітня 2014 року вона випустила свій дебютний сингл «Dollhouse», на який потім був знятий музичний кліп. Співавтором і продюсером пісні виступив нью-йоркський дует Kinetics & One Loveruenю.
7 квітня 2014 року співачка уклала контракт з лейблом Atlantic Records і анонсувала свій перший тур. 19 травня 2014 року вийшов дебютний мініальбом співачки Dollhouse. Єдиний сингл з мініальбому, «Carousel», також отримав золотий сертифікат Американської асоціації звукозаписної індустрії (RIAA) і прозвучав в мінісеріалі Американська історія жаху: Шоу виродків. Пісня досягла дев'ятого місця в чарті Alternative Digital Songs. Пізніше також вийшов відеокліп на трек.

### 2015–2017:Cry Baby
1 червня 2015 року Мартінес випустила сингл «Pity Party», який отримав золоту сертифікацію RIAA. 10 липня 2015 року співачка випустила другий сингл з альбому під назвою «Soap». Офіційне музичне відео має понад тридцять мільйонів переглядів на YouTube. Трек досяг дванадцятого місця в чарті Alternative Digital Songs і шістнадцятого місця в чарті Pop Digital Songs. «Sippy Cup» вийшов 31 липня, а через чотирнадцять днів — сам альбом.
Cry Baby вийшов 14 серпня 2015 року і отримав помірне схвалення критиків. Альбом дебютував під номером 6 в Billboard 200. У грудні 2015 року Мартінес випустила сингл на різдвяну тематику «Gingerbread Man». Спочатку вона випустила пісню на SoundCloud 21 грудня 2015 року як «подарунок для своїх шанувальників», але пізніше опублікувала його ще й на iTunes у січні 2016 року як сингл.
Музичне відео на пісню «Cry Baby» було опубліковано 14 березня 2016 року. Музичний кліп у стилі караоке на «Alphabet Boy», режисеркою якого була Мартінес, вийшов 2 червня 2016 року.
У жовтні 2016 року виконавиця випустила рекламний ролик свого аромату Cry Baby Perfume Milk. Його безпосередньо розповсюджував лейбл Atlantic, що зробило їх першим лейблом, який рекламував аромат. У листопаді 2016 року Мартінес випустила свій третій мініальбом Cry Baby's Extra Clutter, що є вініловим релізом та складається з бонус-треків із Cry Baby і синглу «Gingerbread Man». Пізніше співачка випустила кліп на свою пісню «Pacify Her», а в грудні 2016 року - відео на «Mrs.Potato Head».

### 2017–2019: альбом і фільмК-12
У березні 2017 року Мартінес висловила бажання зняти фільм, який би розповідав історію кожної пісні з її другого альбому, пояснивши:
|  | Зараз я займаюсь фільмом. Я збираюся витратити рік на роботу над цим. Режисура, зйомки, грим... Багато роботи |

15 травня 2019 року Мартінес опублікувала перший трейлер альбому, а обкладинка альбому була оприлюднена через день в Instagram. Хоча фільм був доступний у деяких кінотеатрах в усьому світі, Мелані також опублікувала його на YouTube. В інтерв’ю PeopleTV Мелані зазначила, що у неї є два продовження та два візуальних альбоми, які повинні вийти після альбому та фільму K-12 . Вона сказала: «У мене заплановані два наступні фільми, і до них обох прикріплені альбоми. Сподіваюся, цього разу процес буде швидшим, і не триватиме чотири роки».

### 2020–2022:After School
У січні 2020 року Мартінес оголосила про вихід мініальбому під назвою After School, розкривши назву в Instagram.
10 лютого 2020 року з'явився перший сингл з After School під назвою «Copy Cat». Над піснею також працював американський репер і автор пісень Tierra Whack. Це перший випадок, коли Whack працював у професійній якості з Мелані Мартінес, і вперше, коли вона представила іншого виконавця в одній зі своїх пісень. Пізніше співачка випустила другий сингл з мініальбому «Fire Drill» 26 червня 2020 року. Композиція вже раніше була представлена в титрах її фільму K-12.
Трек «Play Date», що спочатку вийшов як делюкс видання Cry Baby у 2015 році, увійшов до ста найпопулярніших пісень в Spotify у США після того, як набув популярності в додатку TikTok у 2020 році.
У серпні 2022 року Мелані анонсувала новий альбом, вихід якого запланований на початок 2023 року.

### 2023 – теперішній час:Portals
18 лютого 2023 року Мелані заархівувала усі пости у її інстаграмі, цим представивши її третій студійний альбом Portals. Альбом був випущений 31 березня 2023 року, разом із синглами Death та Void. Потім у травні того ж року вона почала свій тур Portals tour.
У листопаді 2023 Мартінес оголосила початок парфумів Portals Perfume: колекції чотирьох ароматів випущених у співпраці з інді-парфумерією Flower Shop Perfumes. Колекція випускалася у скульптурній посудині зразка чотириокого альтер-его "Cry baby". Ціна складає $275.
У грудні 2023 Мартінес випустила свій третій музикальний кліп Tunnel Vision, а у лютому 2024 - Faerie Soirée. Перший кліп був спродюсований компанією DojoHouse. 11 травня 2024 року Мелані випустила музичне відео на пісню Light Shower. 

## Музичний стиль та вплив
Тематика пісень Мартінес, як правило, заснована на особистому досвіді. Вона описує свою власну музику як «дуже темну та чесну», «з моторошними ностальгічними дитячими звуками, такими як дитяче піаніно, музичні шкатулки та іграшки».
Мартінес описує своє альтер-его та головного героя її дебютного альбому Cry Baby як «казкову» версію себе.
Мелані вважає, що на неї вплинули Beatles, Neutral Milk Hotel, Feist, Kimbra, Zooey Deschanel, Regina Spektor, і CocoRosie. На музику співачки також вплинули альбоми The Idler Wheel..., Фіони Еппл і Аріани Гранде (а саме Yours Truly і My Everything).
Також вона назвала Тіма Бертона, що сильно вплинув на неї, і сказала, що зняти з ним фільм було б її «єдиною мрією».

## Особисте життя та публічний імідж
Мартінес є бісексуалкою.
Вона співпрацює з косметичною компанією Lime Crime, Inc., де випустила дві «ексклюзивні» помади: синю під назвою «Cry Baby» 17 серпня 2015 року та коричневу «Teddy Bear» 9 березня 2016. 25 жовтня 2016 вона випустила рекламу першого аромату Cry Baby Perfume Milk.
У 16 років, після перегляду фільму 101 далматинець, Мартінес пофарбувала половину свого волосся в блонд, так само, як і Круелла де Віль. Виконавиця відома своїм зовнішнім виглядом та «ляльковим» стилем в одязі.

### Звинувачення у сексуальному насильстві
4 грудня 2017 року Тімоті Геллер написала на своїй сторінці в Twitter, що Мелані зґвалтувала її. Наступного дня Мартінес написала у Твіттері відповідь на слова Геллер, сказавши, що звинувачення засмутили її, і що Геллер «ніколи не казала «ні» тому, що вони робили разом». 9 грудня 2017 року співачка опублікувала друге звернення, подякувавши своїм шанувальникам. Вона завершила його словами: «. . . Я ніколи не була би в інтимних стосунках з кимось без їхньої повної згоди».
Мартінес випустила пісню «Piggyback» на SoundCloud, яка, як вважають прихильники співачки, стала відповіддю на звинувачення Геллер.

## Дискографія

#### Студійні альбоми
- Cry Baby (2015).
- K-12 (2019).
- Portals (2023).

#### Мініальбоми
- Dollhouse (2014).
- Pity Party (2016).
- Cry Baby`s Extra Clutter (2016).
- After School (2020).

## Музичні відео
| Назва                                 | Рік  |
| ------------------------------------- | ---- |
| «Dollhouse»                           | 2014 |
| «Carousel»                            | 2014 |
| «Pity Party»                          | 2015 |
| «Sippy Cup»                           | 2015 |
| «Soap» / «Training Wheels»            | 2015 |
| «Cry Baby»                            | 2016 |
| «Alphabet Boy»                        | 2016 |
| «Tag, You're It» / «Milk and Cookies» | 2016 |
| «Pacify Her»                          | 2016 |
| «Mrs. Potato Head»                    | 2016 |
| «Mad Hatter»                          | 2017 |
| «Show&Tell»                           | 2019 |
| «Wheels On the Bus»                   | 2019 |
| «Class Fight»                         | 2019 |
| «The Principal»                       | 2019 |
| «Nurse's Office»                      | 2019 |
| «Drama Club»                          | 2019 |
| «Strawberry Shortcake»                | 2019 |
| «Lunchbox Friends»                    | 2020 |
| «Orange Juice»                        | 2020 |
| «Detention»                           | 2020 |
| «Teacher's Pet»                       | 2020 |
| «Recess»                              | 2020 |
| «The Bakery»                          | 2020 |

## Тури

### Як хедлайнер
- Dollhouse Tour (2013—2014).
- Cry Baby Tour (2015—2016).
- K-12 Tour (2019–2020).

### Участь у турах інших виконавців
- Ліндсі Стерлінг — The Music Box Tour (2014—2015) — Вибіркові концерти.
- Адам Ламберт — The Original High Tour (2016) — Концерти в Австралії та Новій Зеландії.

## Фільмографія

### Фільм
| Назва | Рік  | Роль              | Примітки                                                                |
| ----- | ---- | ----------------- | ----------------------------------------------------------------------- |
| K-12  | 2019 | Плакса (Cry Baby) | Мелані також виступила як сценаристка, режисерка і композиторка фільму. |

### Телебачення
| Рік  | Назва     | Роль     | Примітки     |
| ---- | --------- | -------- | ------------ |
| 2012 | The Voice | Учасниця | Третій сезон |

### Інтернет
| Рік       | Назва        | Роль           | Примітки               |
| --------- | ------------ | -------------- | ---------------------- |
| 2019–2020 | Extra Credit | Грає саму себе | серіал YouTube Premium |

## Цікаві факти
- Мелані любить речі, які нагадують їй дитинство.
- На тілі співачки міститься 35 татуювань.
- Особливість Мартінес — щілинка між зубами, яка у неї з дитинства.
- В Instagram кількість підписників перевищує 11 мільйонів,[73] а в Twitter'і кількість читачів сягає 1.2 мільйони.[74]